# Еврейско-йеменский диалект
Евре́йско-йе́менский диале́кт — совокупность еврейских вариантов соответствующих диалектов йеменского наречия аравийско-арабского языка: городов Сана, Аден, Хаббан и Эль-Бейда. Распространён среди йеменских евреев.
Около 50 тысяч носителей живут в Израиле и около 300 в Йемене, в основном на севере страны в городе Саада.
Использует еврейское письмо. Различают диалекты Саны, Адена, Эль-Бейды и Хаббана.